# Jet set
Pour les articles homonymes, voir Jet set (homonymie).
 (juillet 2022).
Si vous disposez d'ouvrages ou d'articles de référence ou si vous connaissez des sites web de qualité traitant du thème abordé ici, merci de compléter l'article en donnant les références utiles à sa vérifiabilité et en les liant à la section « Notes et références ».

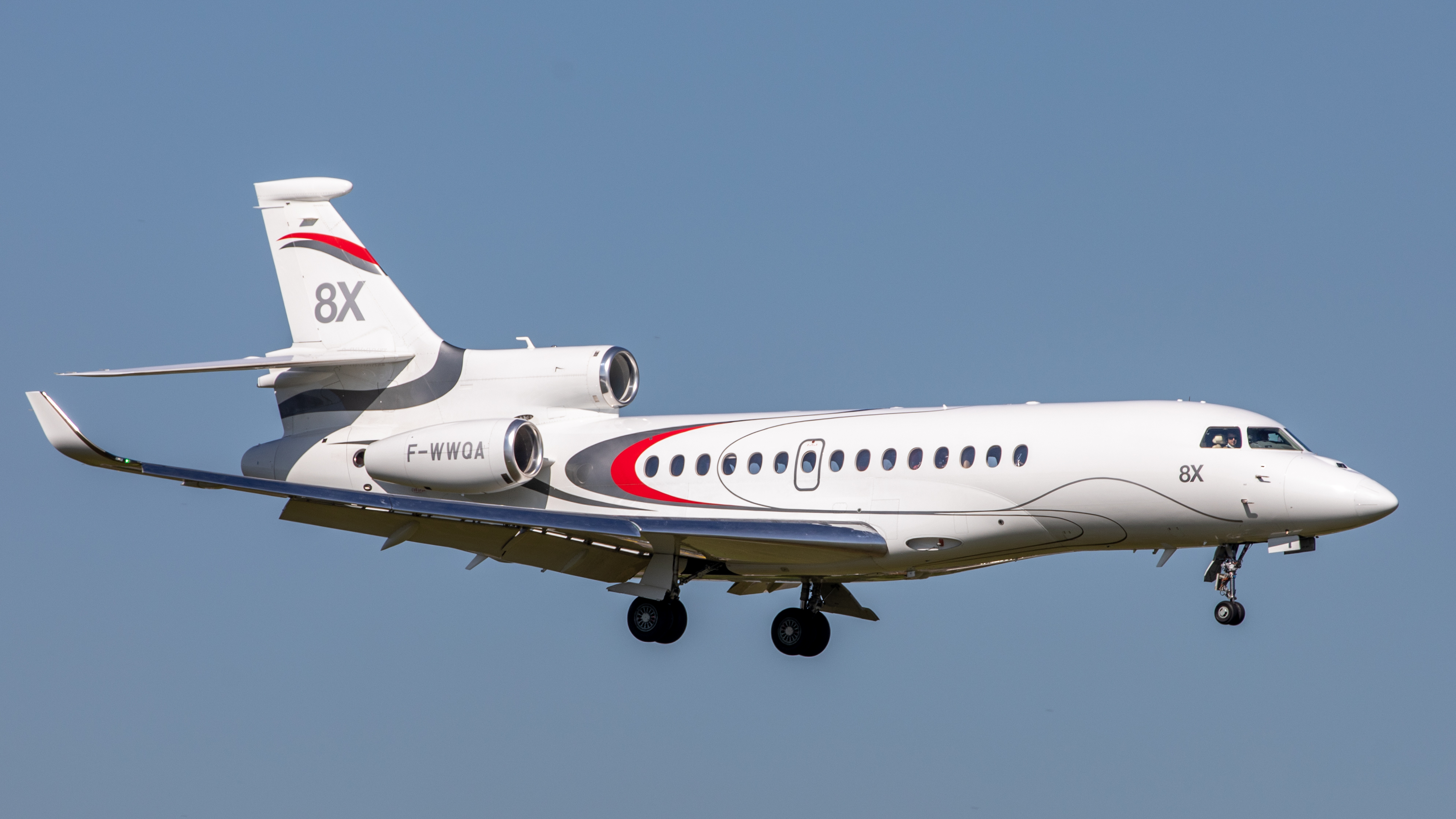
Le jet privé est un des attributs de la jet-set (ici l'avion d'affaire Dassault Falcon 8X).

L'expression anglophone jet set ou jet society désigne originellement l'élite fortunée (millionnaires, milliardaires, haute bourgeoisie…) qui se déplace en empruntant l'aviation commerciale ou des jets privés (littéralement, ensemble de personnes utilisant les avions à réaction), et par extension les personnalités célèbres pour leur style de vie onéreux.
Cette élite fréquente souvent les mêmes endroits (restaurants étoilés, clubs privés, stations balnéaires et/ou de sports d'hiver). 
L'expression « jet set » fait également référence, dans l'imaginaire collectif, à l'idée d'une caste privilégiée dont les membres ont les moyens de profiter de la vie du fait de leurs revenus très élevés.

## Origine du terme et historique
Dans les années 1950, la jet set succède à la Café society, microcosme mondain de l'entre-deux-guerres. L'expression est popularisée à la même période qui correspond à la mise en service des premiers avions de ligne à réaction (appareil de type Comet).
La jet set se caractérise par sa très grande mobilité : le géographe français Rémy Knafou la définit ainsi comme une « microsociété constamment en mouvement et sautant d'une résidence à une autre selon des itinéraires saisonniers largement préétablis », illustration de ce que serait l'hypothèse d'une société parvenue au stade ultime de la transition mobilitaire. En 1962, le chroniqueur Igor Cassini (en) écrit dans le New York Times : « La jet-set, ce sont les gens qui vivent vite, se déplacent vite, connaissent tout de la dernière mode ».
La première ligne commerciale desservie par ces avions entre Londres et New York est mise en service le 2 mai 1952. Seule une élite restreinte, riche, y a alors accès. L'expression apparaît alors pour désigner, de manière caricaturale, cette partie de la société qui possède les ressources financières suffisantes pour utiliser ce moyen de transport. Rapidement à la même époque, d'autres lignes aériennes ouvrent desservant Paris, Los Angeles et Rome. La première génération est capable de voler de Paris à Rome juste pour assister à une fête. La jet set se déplace alors aussi à Acapulco, Nassau, aux Bermudes, puis s'installe dans des villes comme Saint-Tropez, Capri, Cannes ou Monaco, suivie parfois par les paparazzi. Ce mode de vie se retrouve dans le film La dolce vita. La jet set emprunte également le Concorde pour voyager sur certaines destinations et se démarquer de la clientèle abonnée aux lignes commerciales classiques.
L'expression fut forgée sur l'idée que le jet était un avion extrêmement rapide (au moins pour son époque), idée assimilée à la « rapidité » de la vie des membres de la jet set, réputés mener une vie trépidante. Aujourd'hui, l'expression a perdu de son sens dans la mesure où le voyage en avion est devenu relativement banal. La jet set se retrouve dans la population qui voyage en jet privé ou en hélicoptère[réf. nécessaire]. Parfois propriétaire de yachts, la jet set se déplace en avion pour rallier un port ou un site de mouillage quand le yacht n'est pas lui-même équipé d'un hélicoptère.
Bien qu'il existe une proximité de sens, l'expression « jet set » se différencie des expressions « VIP » (issue des années 1980–1990) ou « people » (années 2000). Jet set, en effet, n'implique pas nécessairement la célébrité.
« Jet set » désigne également l'aristocratie culturelle des grandes métropoles internationales (Paris, Londres, New York, Tokyo) et se rapproche, en ce sens, de désignations telles que « bottin mondain », « gotha », « gratin », ou « establishment ».[réf. nécessaire]

## Une société en spectacle
Cette section ne s'appuie pas, ou pas assez, sur des sources secondaires ou tertiaires indépendantes du sujet. Le texte peut contenir des analyses inexactes ou inédites de sources primaires.
Pour l'améliorer, ajoutez-en, ou placez des modèles {{Source secondaire souhaitée}} ou {{Source secondaire nécessaire}} sur les passages mal sourcés. (juillet 2022)

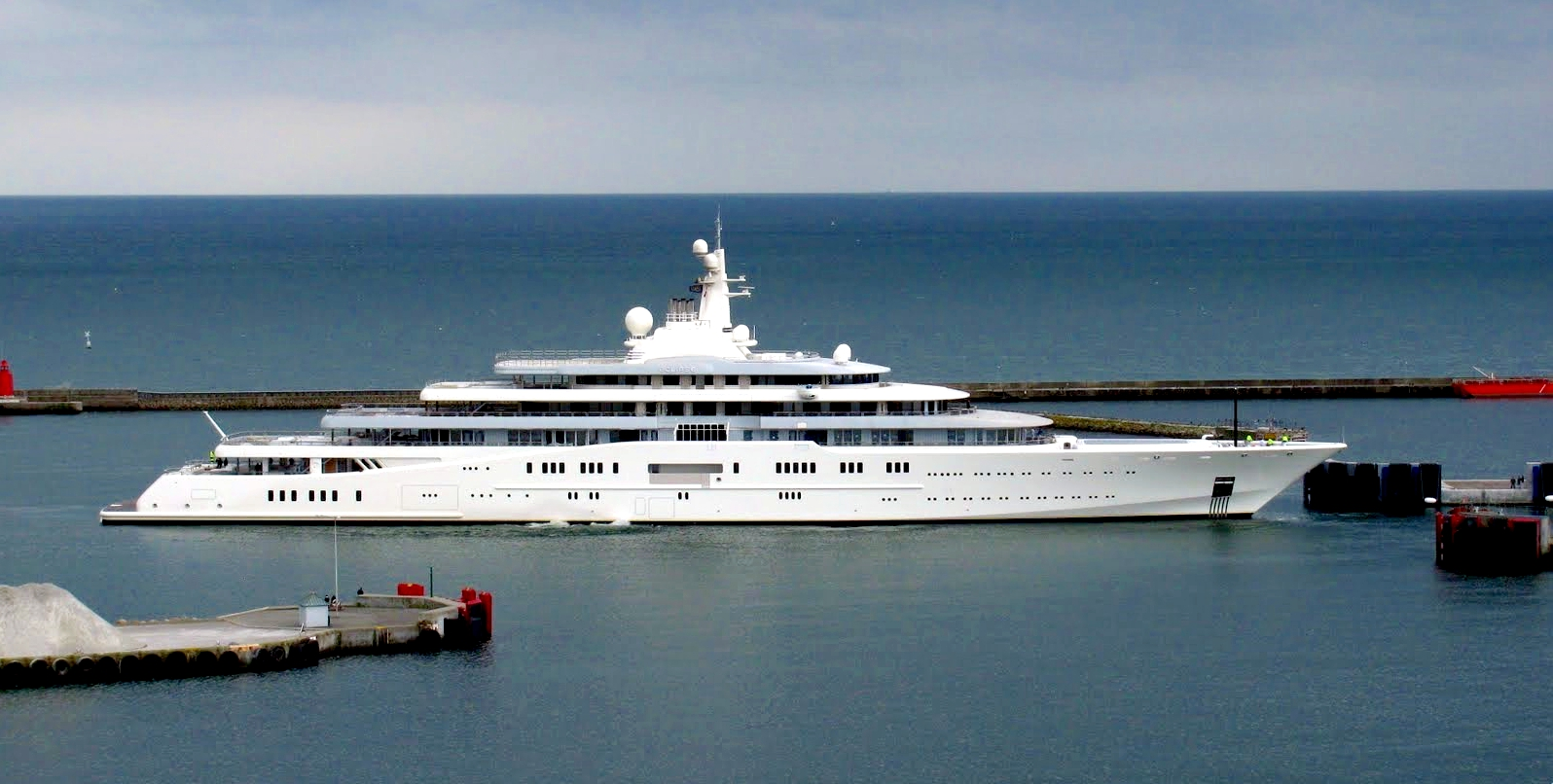
Le yacht de luxe est un autre attribut de la jet-set (ici lEclipse appartenant au milliardaire Roman Abramovitch qui, de 2011 à 2015, a été le plus grand navire privé au monde).

La jet set existe avant tout à travers des magazines populaires tels que Gala ou Paris Match qui relaient l'activité de ces personnes. Ce n'est ni une culture, ni un style, mais elle est plutôt vue comme une aristocratie qui s'est inventée elle-même.
Les valeurs représentant la jet set sont l'argent, la mode, l'apparence, l'extravagance et la bonne humeur ostensible. Plus qu'un milieu social, elle fait plutôt référence à une façon de vivre sa vie comme un spectacle où les notions de tabou et de mauvais goût sont toutes relatives.
Parmi les personnages qui ont suscité cette notion, Tom Ford avec Gucci a réinventé un style extravagant, donnant envie aux gens d'« être » jet set. Paris Hilton est également l'une des illustrations parfaite de la jet set, tant dans le style que dans les « valeurs » de ce milieu.
La jet set est un cercle constitué de personnalités d'horizons divers : acteurs, musiciens, créateurs, mais aussi des membres de familles royales ou princières (surtout celle de Monaco ou d'Angleterre) et des grandes fortunes comme les Trump ou les Hilton aux États-Unis par exemple.
Se trouvent également dans la jet set ceux nommés jet setters et qui passent leur temps de soirées en soirées comme Massimo Gargia, Marianne Brandstetter, Emmanuel de Brantes ou Jean Pigozzi pour les plus connus d'entre eux. Ils organisent également des événements où se retrouve la jet set.

## Lieux de prédilection
Les lieux de prédilection de la jet set sont notamment :

### En été
- Saint-Tropez[15]
- La Baule
- Cannes
- Cap Ferret
- Saint-Jean-Cap-Ferrat
- Deauville
- Île de Cavallo[16]
- Saint-Barthelémy[17]
- Charleroi
- Lisbonne / Cascais
- Genève
- Zurich
- Knocke / Le Zoute
- Mykonos[18]
- Porto Cervo
- Capri[19],[20]
- Forte dei Marmi
- Portofino
- Marbella[21]
- Ibiza[22]
- Marrakech[23]
- Sylt[24]
- Baden-Baden[25]
- Hainan[26]
- Cabo San Lucas / San José del Cabo
- Búzios[27]
- Angra dos Reis[28]
- Alaçatı[29]
- Moustique[30]
- Punta del Este / José Ignacio[31]

### En hiver
- Courchevel[32]
- Chamonix-Mont-Blanc
- Megève[32]
- Méribel[32]
- Gstaad[33]
- Crans-Montana
- Verbier
- Saint-Moritz
- Zermatt
- Cortina d'Ampezzo
- San Candido

- Kitzbühel
- Lech
- Sölden
- Aspen
- Vail
- Baqueira Beret
- Whistler

### Grandes métropoles et capitales
- Los Angeles / Malibu
- San Francisco / Palo Alto / Los Altos Hills
- New York[33] / Les Hamptons / North Salem[35],[36]
- Miami / Palm Beach / West Palm Beach
- Monaco
- Paris[33]
- Londres[33]
- Dubaï
- Hong Kong
- Singapour

- Tokyo